# Faust 2.0
Faust 2.0 är en svensk skräckfilm från 2014 i regi av Robert Selin, Allan Gustafsson, Nicolas Debot, Johannes Pinter och Micke von Engström. I rollerna ses bland andra Frida Liljevall, Thomas Hedengran och Katarina Bothén.

## Handling
Fem individer ingår ovetandes en pakt med okända krafter när de installerar appar.

## Rollista
- Frida Liljevall – Elisabet
- Thomas Hedengran – Vincent
- Katarina Bothén – Madeleine Stark
- Per Burell – Thomas af Ekenstam
- Chrissy Pavlov – Alice
- Mattias Redbo – Joel
- Ida Linnertorp – Liv
- Mariah Kanninen – Erida
- Ola Björkman – maken
- Anders Hasselroth – managementkonsulten
- Amina Axelsson – intro & outro
- Per Ragnar – berättarröst
- Claes Hartelius – Lars
- Esse Hellberg	– killen
- Anders Fager – Bengt, förläggare
- Joachim Staaf – Capeman
- Peter Stridsberg – Vince
- Hatija Abdul Khali – flickan
- Ulf Drakenberg – John
- Victor Lopez – chauffören

## Om filmen
Faust 2.0 spelades in i Stockholm och regisserades av Robert Selin, Allan Gustafsson, Nicolas Debot, Johannes Pinter och Micke von Engström. Undantaget Pinter stod dessa också för manus tillsammans med Henrik Qvarnström. Filmen klipptes av Runeborg, Léo Ghysels, Gustafsson och Micke Engström. Musiken komponerades av Emil Brandqvist, Thomas Rydell, Pascal Lacroix och Fredrik Möller. Filmen hade en budget på 100 000 amerikanska dollar.
Regissören Nicolas Debot har kallat filmen för "svensk indieskräck". I en intervju beskrev han filmen: "Det är en skräckantologi kring gamla Faust-myten, att ingå en pakt med djävulen, fast i vårt moderna samhälle där appar, smartphones och surfplattor används hela tiden, och där folk godkänner licensavtal dagligen utan att veta exakt vad de skriver på."
Filmen fick sin lansering på Filmfestivalen i Cannes i maj 2014. Den 27 september 2014 visades den på Fantastisk Filmfestival i Lund och den 9 oktober 2014 på Monsters of Film i Stockholm. Den hade biopremiär den 17 oktober 2014 på biograferna Zita och Bio Rio i Stockholm. Samtidigt hade den premiär på VOD. Den 1 november 2014 visades den på den finska filmfestivalen Night Visions Film Festival.

## Mottagande
Filmen mottogs negativt och har medelbetyget 1,2/5 på Kritiker.se, baserat på fyra recensioner.
Fredrik Sahlin recenserade filmen för Sveriges Television. Han gav den betyget 1/5 och kallade filmresultatet "överraskande klåparaktigt". Han fortsatte: "Bokhyllan har på senare decenniet fyllts med begåvad skräck av olika art men uttrycket ”bra svensk skräckfilm” är tyvärr fortfarande en oxymoron." Även Moviezine gav filmen sitt lägsta betyg (1/5). Recensenten Andreas Samuelson menade att filmskaparna "ska ha credd för att de försöker sig på något (inom svensk film) annorlunda", men ansåg också att "Tyvärr berövar låg budget, trista historier och förbryllande karaktärsbeteende filmen från något högre betyg." Sveriges Radio P4 gav också betyget 1/5 och skrev "Här finns bra stoff i två-tre av filmerna, men det blir för enkelt. Och avslutningsfilmen är ett kaos av märkliga scener."
"Faust 2.0 är en film där ambitionerna vida överstiger den extremt minimala budgeten. Men hellre det än tvärtom." skriver Arbetaren i sin recension. 
Situation Stockholms recensent Henrik Emilsson gav betyget 3/5 och skrev bl.a. att: "Trots att budgeten ibland är emot de fem regissörerna har de skapat god underhållning där vissa av berättelserna skulle kunna hålla för en helt egen långfilm."